# António Mendonça
Antônio Manuel Viana Mendonça (Luanda, 9 ottobre 1982) è un ex calciatore angolano, di ruolo centrocampista o attaccante.

## Carriera
Nel maggio 2006 Mendonça è stato convocato dal CT Luís Oliveira Gonçalves per disputare i Mondiali in Germania. Nelle 3 partite dell'Angola è stato schierato come seconda punta, come vice di Akwa in attacco, e ha giocato tutti i 270 minuti.